# Frequenzmesser
Frequenzmesser sind Messgeräte zur Bestimmung der Frequenz einer elektrischen Wechselspannung. Je nach Typ können damit sinusförmige Wechselspannungen oder rechteckige Signale (z. B. Kippschwingungen oder Impulsfolgen) gemessen werden.

## Typen

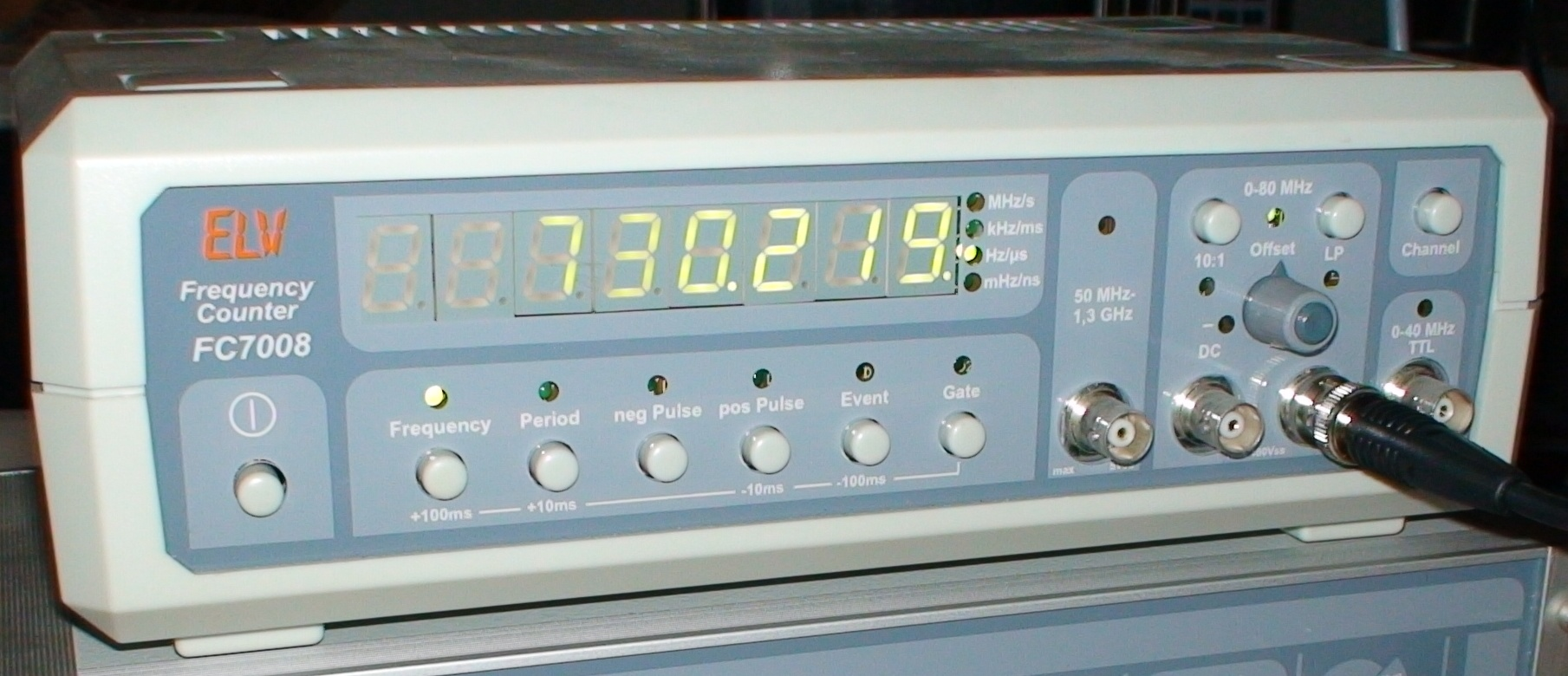
Digitaler Frequenzzähler

- Digitale Frequenzzähler – elektronisches Messgerät
- Zeigerfrequenzmesser – Drehzeigerinstrumente, analoge Frequenzmesser nach dem Prinzip der Spannungsmessung an einem frequenzabhängigen Spannungsteiler
- Zungenfrequenzmesser – elektromagnetisch gekoppeltes Messgerät (für ca. 25…400 Hz)
- Wellenmesser – Bestimmung sehr hoher Frequenzen im Mikrowellenbereich anhand ihrer Wellenlänge
- Dipmeter – nach dem Resonanz- und Überlagerungsprinzip
- Absorptionsfrequenzmesser – nach dem Resonanzprinzip

Analoge Frequenzmesser eignen sich nur zur Bestimmung von Frequenzen bis etwa 1 MHz, da bei höheren Frequenzen parasitäre Bauteileigenschaften zunehmend eine Rolle spielen. Für Frequenzen bis über 1 GHz verwendet man heute jedoch ohnehin vorwiegend digitale Frequenzmesser nach dem Zählprinzip. Diese haben auch mit unregelmäßigen Impulsfolgen keine Probleme, da sie die Anzahl von Nulldurchgängen in einer bestimmten Zeitspanne bestimmen, während die analogen Messverfahren nur bei Sinussignalen oder definierten Impulsformen ohne Anzeigefehler arbeiten.
Zungenfrequenzmesser sind auch zur Messung akustischer Schwingungen geeignet, indem man sie nicht elektromagnetisch, sondern direkt mit Körperschall anregt.
Wellenmesser registrieren Interferenzen in einem Hohlleiter oder einem Stück Koaxialleitung, in welchen ein Kurzschlussschieber verschoben werden kann. An einer metrischen Skale kann man direkt die halbe Wellenlänge ablesen, indem man zwei benachbarte Minima oder Maxima aufsucht. Über die Phasengeschwindigkeit kann man daraus auch die Frequenz berechnen.
Frequenzmesser, die mit einem Mikrofon Luftschall aufnehmen, finden sich als Stimmgerät bei Musikern.